# Основна средства
Основна средства обухватају материјалну и нематеријалну имовину предузећа која је прибављена са циљем успешног обављања пословних активности у дужем временском периоду. Према својој економској суштини она су дугорочно имобилизована финансијска средства.
Основне карактеристике
- да се користе у пословним активностима предузећа у дужем временском периоду (минимум годину дана);
- У току века употребе не мењају свој физички облик и
- Постепено се троше – вредносно, тако што део своје вредности преносе на готове производе или услуге.

## Подела
а) Са аспекта функције деле се на:
- Основна средства у припреми
- Основна средства у употреби
- Основна средства ван употребе

б) Са аспекта предметне структуре:
- материјална
- нематеријална
- основна средства у облику новца или потраживања

Основна средства у материјалном облику се даље могу поделити на:
- природна богатства
- средства за рад

Средства за рад су највећа и најзначајнија група основних средстава. Њих чине:
- грађевински објекти,
- опрема,
- алат и инвентар,
- вишегодишњи засади,
- основно стадо,
- остала основна средства и улагања у прибављању основних средстава.

За књижење основних средстава прописани су троцифрени рачуни у оквиру скупине рачуна 02 која носи назив некретнине, постројења, опрема и биолошка средства.
| Прибављање основних средстава може се вршити | Отуђивање основних средстава се може вршити |
| бесплатним пријемом                          | бесплатним уступањем                        |
| куповином                                    | продајом                                    |
| изградњом или израдом                        | расходовањем                                |
|                                              | утврђивањем мањкова при инвентарисању.      |

## Вредност основних средстава
Фактурна вредност - Вредност по којој су основна средства купљена од добављача и она је назначена на фактури добављача.
Зависни трошкови набавке - Обухватају: царине и друге увозне дажбине, порезе, трошкове утовара, превоза и истовара, трошкове осигурања и остали трошкови до складишта купца. У зависне трошкове набавке спадају и трошкови довођења у стање радне приправности, а то су издаци у вези са прибављањем дозвола за прикључак струје, воде, гаса и слично.
Набавна вредност - Њу чини фактурна вредност увећана за износ зависних трошкова набавке. Набавна вредност се користи за евиденцију основних средстава у књиговодству и као основица за обрачун амортизације.
Садашња вредност основних средстава - Она се добија када се набавна вредност умањи за износ обрачунате амортизације (отписана вредност).
Тржишна вредност основних средстава - Она представља вредност основних средстава која се постиже њиховом продајом на тржишту. Може бити једнака, већа или мања од садашње вредности основних средстава.

## Прибављање основних средстава
Предузећа могу набавити основна средства:
- бесплатним пријемом,
- куповином, и
- изградњом или израдом основног средства.

Одлуку о набавци основних средстава доноси орган управљања предузећа на основу инвестиционог (улагачког) плана (нацрта).
Документа о набавци основних средстава су:
- рачун добављача,
- рачун о куповини основних средстава,
- по порезу,
- обрачун,
- решење о бесплатном пријему (извештаји и записници о бесплатном пријему)...

Извори финансирања основних средстава могу бити:
- сопствени и
- туђи.

## Бесплатни пријем основних средстава
У пословању се јавља приликом оснивања предузећа улог оснивача у облику ствари, исто тако, у току пословања може доћи до бесплатног пријема основних средстава од других предузећа, удружења, установа ...
Књижење бесплатног пријема основних средстава зависи од тога:
- да ли се прима ново или употребљивано основно средство;
- да ли се основно средство прима са преузимањем дуга или не.

## Књижење бесплатног пријема новог основног средства без преузимања дуга
Ако се прима ново основно средство без преузимања дуга онда се набавна вредност примљеног основног средства књижи на дуговној страни рачуна 027 – некретнине, постројења, опрема и биолошка средства у припреми. На овом рачуну књижи се фактурна вредност увећана за зависне трошкове набавке, трошкове намештања средства итд., тј. набавну вредност основног средства, а све док се не преда у употребу.
Набавком основних средстава увећава се сопствени капитал предузећа, па се износ набавне вредности основних средстава књиже на потражној страни рачуна капитал (304,302,301) и то у зависности од тога какво је предузеће.
Када се основно средство преда у употребу онда се износ набавне вредности књижи на дуговној страни рачуна 023 или 022, а истовремено на потражној страни рачуна 027.

## Бесплатни пријем употребљиваног основног средства без преузимања дуга
Употребљивана основна средства се приликом пријема морају прегледати и проценити. Процену основних средстава врши надлежна комисија. Евиденција употребљаваних основних средстава врши се према стварној тржишној вредности увећаној за износ трошкова допреме и намештања средства. За износ тржишне вредности увећава се капитал.